# طريقي (مسلسل)
طريقي مسلسل درامي مصري إنتج عام 2015 وهو أول مسلسل من بطولة المغنية شيرين عبد الوهاب مأخوذ عن المسلسل الكولومبي صوت الحرية

## قصة العمل
تدور قصة العمل في سبعينات القرن العشرين حول فتاة تعيش في إحدى القرى الريفية، ووالدها من أعيان القرية، ولكنها تعانى باستمرار من القهر والتعرض للظلم الدائم من أفراد أسرتها وخاصة من والدتها الارستقراطية، بسبب عشقها للغناء، وتتوالى أحداث المسلسل مستعرضة رحلة هذه الفتاة إلى عالم الشهرة والنجومية وتعيش قصة حب مرتين.

## اتهامه بسرق فكرة أجنبية
خلال عرض المسلسل في شهر رمضان تعرض لهجوم من قبل بعض وسائل الإعلام، بعد اعتزام قناة كولومبية عرض مسلسل «طريقي»، وعرفت المسلسل بأنه النسخة المصرية من المسلسل الكولومبي «صوت الحرية». وأكد تامر حبيب أن تاريخه لا يسمح على الإطلاق بأن يقع في مثل هذا الخطأ الفادح، والاستحواذ على حقوق غيره، موضحا أن "هناك تنويه كتب باللغة الإنجليزية في بداية تتر مسسلسل «طريقي» يوضح أن العمل مأخوذ عن قصة حياة المطربة الكولومبية "هيلينسيا فرغاس" التي طرحت في المسلسل الكولومبي «صوت الحرية». كما أنه قام بكتابة ملخص لحياة المطربة وسرده في مسلسل «طريقى»، مشيرا إلى أنه لم يسرق حقوق أحد قائلا: «عيب على كاتبي هذه الأخبار أن يتم تداولها بهذا الشكل، فالمتهم بريء حتى تثبت إدانته، ولكن قد يكون مشاهدو العمل لم يلتفتوا للتنويه؛ لأنه جاء باللغة الإنجليزية».

## طاقم العمل
- شيرين عبد الوهاب: (دليلة)
- أحمد فهمي: (مروان زوج دليلة الثاني)
- باسل خياط: (يحيى المنيسي زوج دليلة الأول)
- سوسن بدر: (هدى هانم)
- محمود الجندي: (سالم)
- محمد ممدوح: (أخو دليلة الكبير)
- محمد عادل: (محمود أخو دليلة)
- تميم عبده: (طاهر)
- ندى موسى: (ليلى)
- ياسمين صبري: (ناديه)
- ثراء جبيل: (سلوي ابنة يحيي المنيسي)
- محمد حاتم: (سكرتير يحيي المنيسي)
- ميس حمدان: (شهد)
- سميرة مقرون: (سوسن)